# Castrelos (Bragança)
Castrelos ist ein Ort und eine ehemalige Gemeinde (Freguesia) im portugiesischen Kreis Bragança. Die Gemeinde hatte 124 Einwohner (Stand 30. Juni 2011).
Am 29. September 2013 wurden die Gemeinden Castrelos und Carrazedo zur neuen Gemeinde União das Freguesias de Castrelos e Carrazedo zusammengeschlossen. Castrelos ist Sitz dieser neu gebildeten Gemeinde.